# تشارلز ريفيس (رجل أعمال)
تشارلز ريفيس (بالإنجليزية: Charles Reeves)‏ هو شخصية أعمال نيوزيلندي، ولد في 29 مايو 1836 في إنيسكورثي ‏ في جمهورية أيرلندا، وتوفي في 29 نوفمبر 1912 في دنيدن في نيوزيلندا.